# Aeroporto di Pavullo nel Frignano
L'Aeroporto "G. Paolucci" (IATA: nessuno, ICAO: LIDP) è un aeroporto italiano situato in località 'I Piani' di Pavullo, a circa 2 km a sud di Pavullo nel Frignano.
L'Aeroporto è utilizzato per attività di aviazione generale, business aviation, aviazione da diporto e sportiva, e per l'esercizio di funzioni di Protezione Civile e soccorso. Al suo interno è presente sia una scuola di volo per pilotaggio di alianti, sia una scuola di volo a motore per apparecchi VDS, basici ed avanzati, con la possibilità di effettuare voli propedeutici all’attività didattica.
Sull'impianto insiste una delle quattro basi di elisoccorso della Regione Emilia-Romagna per il Soccorso Sanitario di Emergenza e Urgenza - 118 - con la presenza fissa di un elicottero Eurocopter EC 145; questa base è l'unica dotata di verricello (base HEMS-HSR) per l'intervento in zone impervie, ed è operato da personale del Corpo nazionale soccorso alpino e speleologico.
Il personale di volo e l'aeromobile adibito al soccorso appartengono alla Avincis Aviation Italia.
La frequenza radio è 124.980 "Pavullo Radio" e l'Aeroporto è aperto al traffico tutti i giorni con orario 08:00 locali fino alle effemeridi per i velivoli ad ala fissa; è aperto al traffico tutti i giorni H24 per i velivoli ad ala rotante. Oltre l'orario delle effemeridi per le operazioni occorre un preavviso di 30 minuti.

## Storia

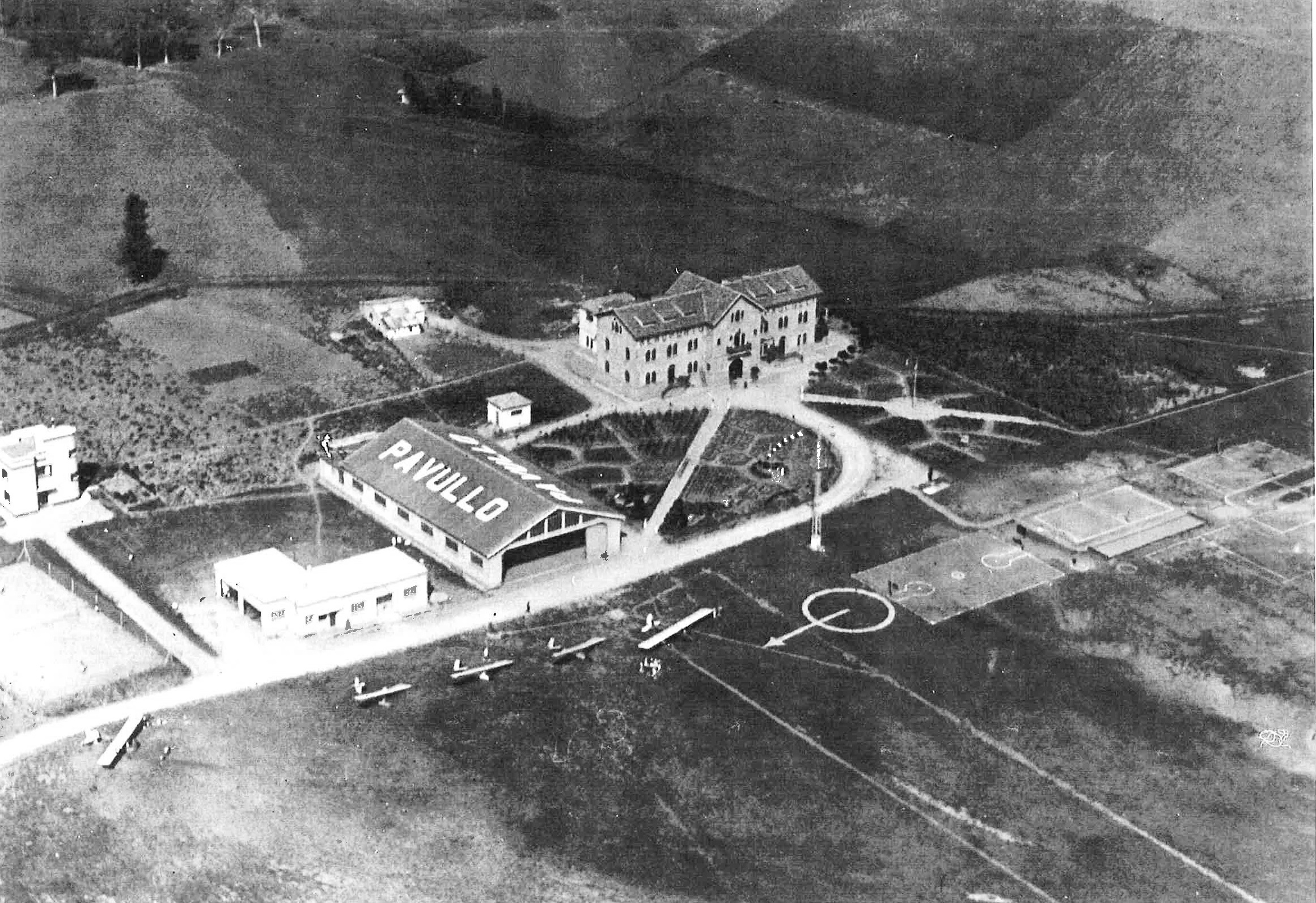
Visione dall'alto dell'Aeroporto di Pavullo nei primi anni '30

Luigi Teichfuss e Umberto Nannini, appassionati di volo a vela, verso l'inizio degli anni 1920 individuarono nella località "I Piani di Pavullo" una collocazione ottimale per ospitare la futura scuola di volo librato, grazie alla particolare morfologia del terreno ed alle favorevoli condizioni meteo.
Con l'appoggio di Italo Balbo e dei Commendatori Vincenzo Ghibellini e Guido Corni, nel 1923 iniziarono i lavori di realizzazione del campo d'aviazione, destinato da lì a poco ad ospitare la prima e più importante Scuola d'Italia per il Volo a Vela. Il primo corso della "Scuola di volo librato" si tenne nel 1927 e terminò con 27 allievi brevettati. L'Aeroporto divenne così per la Regia Aeronautica il punto di riferimento su tutto il territorio italiano.
Nel 1930 venne costruita la prima scuola nazionale destinata ai cadetti dell'Aeronautica Militare Italiana, per ospitarli durante i corsi di formazione nella qualità di allievi della Regia scuola di volo senza motore.

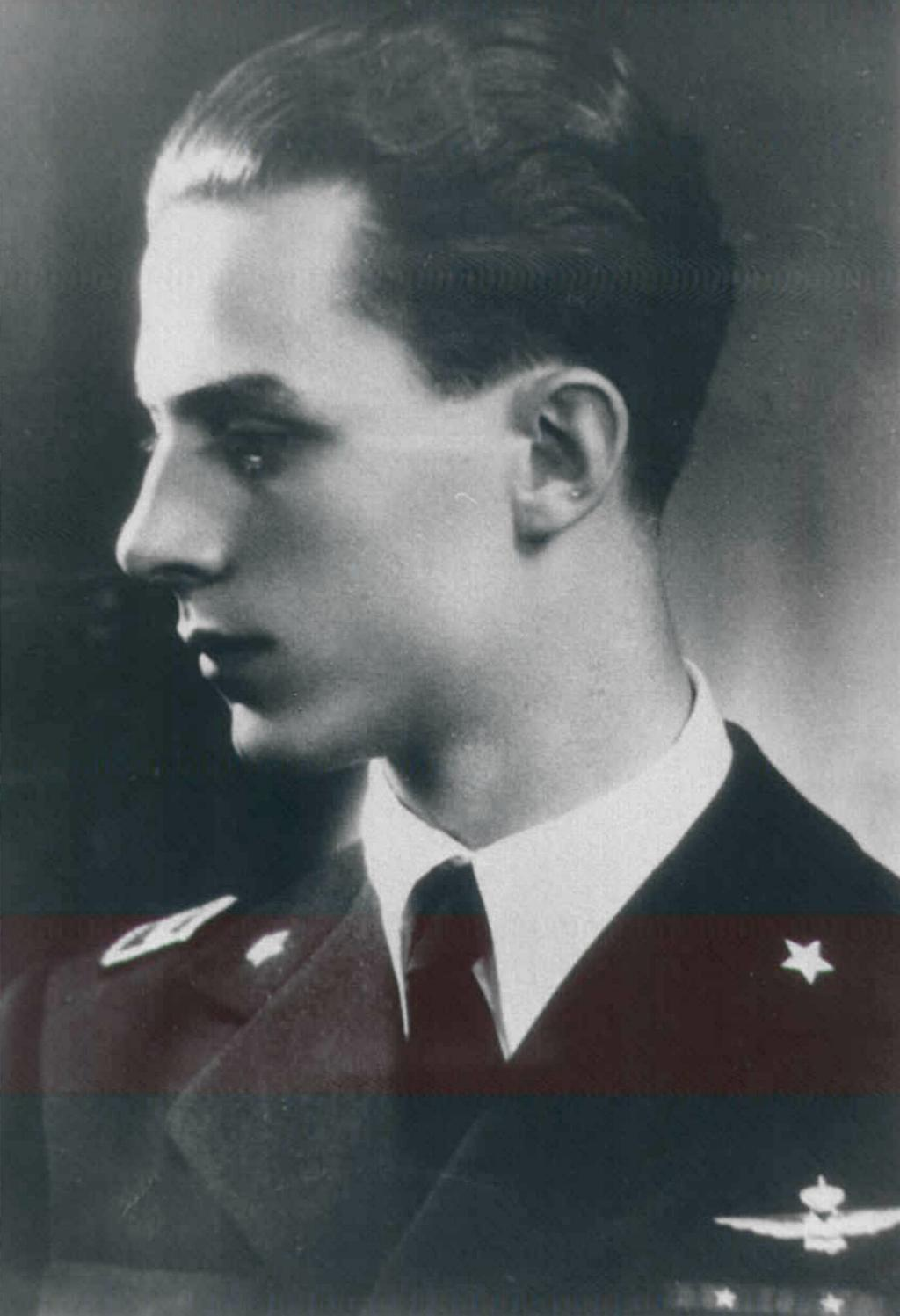
L'asso Giuseppe Cenni (MOVM) campione volovelista per Pavullo

Il 2 luglio 1931, il campo di Pavullo fu riconosciuto Aeroporto con Regio Decreto n.1610 pubblicato sulla Gazzetta Ufficiale, e venne intitolato alla memoria di Giulio Paolucci, un aviatore caduto nel 1928 sul campo di Pavullo. Sempre nello stesso anno la scuola di Pavullo iniziò a selezionare e formare i futuri istruttori di Volo a Vela, gli specialisti civili e militari ed infine anche i verricellisti, quando dal primordiale lancio ad elastico (verso il 1932) si passò al lancio al verricello, una tecnica di decollo ideata proprio a Pavullo e qui utilizzata per la prima volta in Italia (in seguito esportata in tutto il mondo). Alla fine degli anni 30, tra le file dei volovelisti di Pavullo vi fu, anche, il più decorato pilota della seconda guerra mondiale l'asso Giuseppe Cenni (Medaglia d'oro al valor militare), che vinse l’equivalente del campionato italiano a squadre e individuale e fece parte del gruppo olimpico.
Il 5 agosto 1944 il Paolucci venne totalmente distrutto dalle truppe tedesche durante la loro ritirata. L’immediato dopoguerra segnò così un periodo di declino per l’Aeroporto, e tutte le attività della scuola di Volo a Vela furono trasferite da Pavullo nel Frignano a Guidonia Montecelio presso l'aeroporto di Guidonia, assumendo la denominazione di Comando Aeroporto/Gruppo di Volo a Vela di Guidonia. Il Centro di Volo a Vela, pertanto, assume rango e denominazione di “Gruppo”. A questo punto, l'intero Reparto, basato su una struttura molto simile a quella di uno Stormo, opera con un doppio ruolo di “Scuola di Volo” nonché di “supporto logistico” a favore di tutti gli Enti coubicati nella Base. Contribuisce significativamente all'iter istruzionale degli allievi dell'Accademia Aeronautica con un'intensa attività di volo su aliante Twin AstirMa.
Nel 1955 all’interno dell’Aeroporto di Pavullo nasce l’Aero Club Pavullo e, nei primi anni sessanta, riprendono le attività della struttura, anche grazie alla riscoperta del territorio da parte di un attivo gruppo di paracadutisti e da un movimento volovelistico sempre crescente. Nel corso degli anni ’90 viene fondata la prima scuola di Volo a Vela con lancio mediante verricello che ancora oggi rappresenta un’eccellenza nel panorama del volo italiano.

## Gli sviluppi
Verso la fine degli anni '90 l'Aeroporto di Pavullo si presentava come un semplice campo brullo.
In quegli anni la pista aveva una lunghezza molto minore rispetto a quella attuale, con le due testate contenute tra una strada aeroportuale ed una comunale. Oggi invece la strada aeroportuale compie un ampio giro intorno alla zona sensibile, mentre quella comunale possiede un vincolo di transito in altezza a 2,20 m.
Nel corso degli anni, grazie a diversi investimenti, l'Aeroporto ha completamente cambiato il suo volto: oggi la pista è completamente in asfalto, ha una lunghezza di 1190 m e una larghezza di 23 m, sono presenti tre hangar attrezzati anche per attività specialistiche (come quella di elisoccorso), distributori pubblici di carburante certificati Air BP, strutture per i servizi di aviazione e per l'amministrazione dello scalo, strutture didattiche, una piccola foresteria con 5 camere per gli aviatori in transito, piazzali per la sosta e le manovre degli aeromobili, strutture logistiche esterne destinate alle attività di elisoccorso, un'elisuperficie notturna, una strada perimetrale asfaltata e illuminata, parcheggi autovetture illuminati, un ristorante.
Tutta la struttura, nella sua interezza, è controllata da remoto da un apposito sistema di videocamere (di cui una collegata direttamente con il Ministero dell'Interno) e ogni accesso è controllato e verificato.
L'Aeroporto è utilizzato oggi per voli di Business Aviation, aviazione generale, volo a vela, VDS, attività di elisoccorso HEMS-HSR, Protezione Civile, centro di addestramento per i Corpi dello Stato: Vigili del Fuoco, Carabinieri, Esercito, Marina, Guardia di Finanza, Polizia di Stato, configurandosi così come una struttura all'avanguardia sul territorio.
Aero Club Pavullo è il gestore operativo dell’Aeroporto con ampie deleghe da parte di ENAC, Direzione Aeroportuale Emilia-Romagna, conferite con Prot. 398/14.4 del 25/02/1998. È sede della scuola di volo VDS a motore n. 432 e della scuola di Volo a Vela ENAC IT.DTO 046, sia con traino aereo che con lancio al verricello che con decollo autonomo.
L’Aeroporto, grazie alla sua Scuola di Volo a Vela e all’infrastruttura creata, è stato inoltre utilizzato dall’Aero Club d’Italia quale sede del Centro Tecnico Federale di Volo a Vela.
Il 1º dicembre 2000 venne aperta la Base di Elisoccorso HEMS-HSR di Pavullo nel Frignano che nel corso degli anni è stata progressivamente potenziata grazie al lavoro congiunto di Aero Club Pavullo, USL Bologna e Unione dei Comuni del Frignano. Si tratta di una delle quattro basi di elisoccorso della Regione Emilia-Romagna per il Soccorso Sanitario di Emergenza e Urgenza - 118 - con la presenza fissa di un aeromobile e del suo equipaggio; questa base è l’unica dotata di verricello (base HEMS-HSR) per il recupero degli infortunati in zone impervie o ostili ed opera in ambito regionale. La maggior parte degli interventi dell’elisoccorso grazie alla loro tempestività, alle specificità delle manovre in operazioni speciali, hanno salvato la vita o sono stati propedeutici alla salvaguardia della qualità della vita per oltre 600 cittadini della Regione Emilia-Romagna.
È stato predisposto anche un progetto perché sia collocata presso l’Aeroporto di Pavullo una delle basi di addestramento per le operazioni boschive.
L'aeroporto di Pavullo ha mantenuto anche un rapporto stretto con l'Aeronautica Militare l'Esercito Italiano, come supporto logistico per atterraggio di velivoli dell'Esercito e dell'Aeronautica, per la vicinanza alla Base dell'Aeronautica Militare di Sestola, presso cui ha sede il Centro aeronautico meteorologico di montagna di Monte Cimone-Sestola (CAMM). Il legame con l’Aeronautica Militare si è ulteriormente riconfermato nel 2015, quando gli Ufficiali Istruttori di Guidonia si sono recati a Pavullo per l’attività formativa riguardante l’utilizzo del verricello, al fine di riportare questa tecnica di involo all’interno dei programmi didattici destinati agli allievi piloti dell’Aeronautica Militare.
Negli anni lo scalo è anche diventato punto strategico per i velivoli ad ala rotante che operano verso la Motor Valley e per quelli in transito dal nord al sud Italia.

## Gli eventi organizzati
L’Aeroporto di Pavullo è attualmente prescelto da diverse organizzazioni pubbliche e private quale sede degli eventi più significativi attinenti al mondo del volo.
Ma non si tratta semplicemente di attività aeronautica: gli interessi presi in considerazione, infatti, diventano sempre più estesi e riguardanti materie eterogenee ed ambiti sociali in senso lato; per questo possiamo dire che la scelta operata trent’anni or sono di salvaguardare la sua stessa esistenza, è stata lungimirante sia dal punto di vista aeronautico, sia economico, sia da quello sociale.

### 2015
- Efficiency Race – C.A.P.
- Certificazione attività volo a vela per Aeronautica Militare
- Convegno docenti Università di Modena e Reggio Emilia
- Stage giovani piloti
- Assemblea nazionale A.O.P.A.
- 43º Raduno nazionale C.A.P.
- Meeting nazionale del Volo a Vela

### 2016
- Evento per gli studenti degli istituti di istruzione superiore ‘Credere nei sogni’
- Incontro con delegazione di Strzegom per gemellaggio
- Fiera “aero” Friedrichshafen
- Cross Italy 2016
- Giornata nazionale dello sport CONI
- Flying meeting A.O.P.A.
- 44º Raduno nazionale C.A.P.
- Meeting nazionale del Volo a Vela

### 2017
- Corso/seminario sulla sicurezza di volo con Aeronautica Militare
- 1° Flight & Fun – raduno ‘Piloti di Classe’

### 2018
- Inaugurazione nuovo hangar polifunzionale
- 2° Flight & Fun – raduno ‘Piloti di Classe’
- Campionato italiano volo a vela multiclasse -Pavullo Glide

### 2019
- 3° Flight & Fun – raduno ‘Piloti di Classe’
- Inaugurazione strada perimetrale aeroportuale
- 3rd fai 13.5M World Gliding Championship
- Convegno dei piloti della Marina Militare
- Convegno ‘MAT’ USL Modena

### 2020
- Percorso del soccorso con AVAP Pavullo
- 1º Raduno Piper Turbo Arrow
- Fly to Italy 2020
- “Erbe prese al volo” - Erbalonga
- Sulle ali della musica
- Visita del consigliere militare del Presidente della Repubblica
- Mille per Pavullo
- Premiazione atleti nazionali CONI
- Attivazione progetto manutentore aeronautico
- Recupero psicofisico operatori USL Modena

## Dati tecnici
L'aeroporto dispone di una pista:
| Runway | Surface | Length  | Width | TORA    | TODA    | ASDA    | LDA     |
| ------ | ------- | ------- | ----- | ------- | ------- | ------- | ------- |
| 02     | Asphalt | 1,190 m | 23 m  | 1,120 m | 1,240 m | 1,120 m | 861 m   |
| 20     | Asphalt | 1,190 m | 23 m  | 930 m   | 930 m   | 930 m   | 1,073 m |

La pista è stata riasfaltata nell'agosto 2019.

### Periodici
- Carlo Migliavacca, Ricordo di un Eroe: il magg. pil. Giuseppe Cenni, in Aeronautica, n. 8-9, Roma, Associazione Arma Aeronautica, 2013. (PDF)